# Норвегія на літніх Олімпійських іграх 1956
Норвегія на літніх Олімпійських іграх 1956 року в Мельбурні (Австралія) була представлена 18 спортсменами (всі — чоловіки), які змагались у 15 дисциплінах 5 видів спорту.
Наймолодшим серед спортсменів був легкоатлет Бйорн Нільсен (19 років 162 дні), найстарішим — стрілець Ханс Оснес (53 роки 350 днів).

## Медалі
| Медаль | Спортсмен       | Вид спорту     | Дисципліна                                 |
| ------ | --------------- | -------------- | ------------------------------------------ |
| Золото | Егіл Даніельсен | Легка атлетика | чоловіки, метання списа                    |
| Бронза | Аудун Бойсен    | Легка атлетика | чоловіки, біг на 800 метрів                |
| Бронза | Ернст Ларсен    | Легка атлетика | чоловіки, біг на 3000 метрів з перешкодами |